# Anna Rybicka
Anna Maria Rybicka (Gdynia, 28 marzo 1977) è una schermitrice polacca, vincitrice di una medaglia d'argento nella scherma ai Giochi olimpici.

## Palmarès
In carriera ha conseguito i seguenti risultati:
- Giochi olimpici:

Sydney 2000: argento nel fioretto a squadre.
- Mondiali di scherma

La Chaux de Fonds 1998: bronzo nel fioretto a squadre.
Lisbona 2002: argento nel fioretto a squadre.
L'Avana 2003: oro nel fioretto a squadre.
New York 2004: bronzo nel fioretto a squadre.
Parigi 2010: argento nel fioretto a squadre.
- Europei di scherma

Danzica 1997: bronzo nel fioretto individuale.
Mosca 2002: oro nel fioretto a squadre.
Bourges 2003: oro nel fioretto individuale.
Copenaghen 2004: bronzo nel fioretto individuale.
Smirne 2006: bronzo nel fioretto a squadre ed individuale.